# 辛毗
辛毗（2世紀—235年？），字佐治，潁川陽翟（今河南禹州市）人。東漢末及三國時期人物，原属袁绍部下，后来归顺曹操，为曹魏重臣。

## 生平
辛毗的先祖於東漢光武帝建武年間，自隴西東遷。辛毗起初跟隨其兄辛評跟隨袁紹。曹操任司空時，請辛毗仕官，但辛毗不應。
建安七年（202年）袁紹死後，袁譚及袁尚兄弟內訌，當袁尚攻袁譚於平原時，袁譚戰敗，後命辛毗為使向曹操求和。當時曹操正欲攻荊州，聽辛毗陳述來意後大感喜悅，更望先攻克荊州，其間任由二袁相鬥。辛毗卻認為現在是消滅袁尚及袁氏殘餘勢力的最佳時機，建議曹操應先平河北；否則若袁尚日後實力變強，就白白失去了平定河北的最佳機會。辛毗最終說服曹操，翌年曹操攻打袁尚據守的鄴，攻克後表辛毗為議郎，辛毗就此跟隨曹操。
另一方面，辛評一家因為辛毗投奔曹操而被審配收斬，辛毗聽說鄴城城門打開後直接衝去監獄找辛評一家，發現他們全數被殺。審配成為俘虜後，辛毗還用馬鞭怒鞭審配的頭，接著兩人對罵。原本曹操為審配的忠烈所動，想釋放他，但辛毗等人痛哭，要求曹操將審配處決，於是曹操同意。
後來，曹操遣都護曹洪平定下辯（漢中之戰），命辛毗和曹休參戰，戰事結束後，升辛毗為丞相長史。次年，魏文帝即位後辛毗遷任侍中，賜爵關內侯。後作為曹真的大將軍軍師，征朱然，回軍後，進封廣平亭侯。
魏明帝即位後，進封辛毗為潁鄉侯（屬本郡潁陰縣），賜食邑三百戶。後出任衛尉。
青龍二年（234年）諸葛亮率兵伐魏，試著去挑釁大將軍司馬懿，司馬懿數度奏請明帝出戰抵抗，但明帝不從，以辛毗為大將軍軍師，持節。史載司馬懿曾數度欲進攻，但辛毗均不許，致司馬懿不能出戰。後諸葛亮病逝於五丈原，辛毗復任衛尉。青龍三年（235年）仍在世，後死，諡肅侯。

## 性格特徵
- 辛毗為人直率，如在魏文帝曹丕在位時曾多次對他作出勸諫：有一次曹丕打算遷移冀州士家十萬戶到河南，但當時群臣以連年蝗災、飢荒嚴重為由反對，但曹丕仍執意徙民。辛毗於是與群臣求見曹丕，曹丕一看就知道他們要進諫，便率先擺臉色發脾氣給他們看，讓群臣都不敢講話，只有辛毗說：「陛下您有什麼具體的辦法來遷徙士民呢？」曹丕說：「你是說我這樣做不對？」辛毗說：「還真的不對。」曹丕說：「我不跟你說了！」辛毗說：「陛下您不嫌棄我，任用我在您身邊做事，讓我為您籌劃謀議，怎能不跟我討論呢？我又不是出於私心，是為了國家社稷著想，您怎能生我的氣呢？」曹丕無言，站起來就要走人，辛毗追上去扯住曹丕的衣袖不讓他走，曹丕把他的手甩開就躲進房裡，過了很久才又出來，對辛毗說：「佐治，你幹嘛這樣逼我！」辛毗說道：「現在若是徙民，就會失去民心，又沒有足夠的糧食養他們，我也是不得已啊。」曹丕於是折衷只徙五萬。[7]
- 某次文帝曹丕打獵射雉雞，對著隨行的群臣說：「射雞好開心啊！」辛毗卻說：「你開心，我們可不開心。」被澆了一頭冷水的曹丕無言以對，後來也因此較少打獵了。[8]
- 某次文帝曹丕有意攻伐東吳，辛毗諫說不可，認為時間並不適合，但文帝不聽，終無功而還。
- 辛毗亦很重視氣節，不願向奸佞小人卑躬屈膝。如魏明帝時，中書監劉放和中書令孫資受明帝寵信，獨覽朝政，兒子辛敞勸他應像朝中其他官員般和他們住來。但辛毗認為不與他們交好，頂多當不了三公，沒有其他危害，用不著因為他們而放棄氣節。[9]冗從僕射畢軌一次推薦辛毗任尚書僕射，劉放及孫資卻向明帝說他「性剛而專」，令明帝不任用他，反讓他出任衛尉。

### 軼事
- 先前曹植與曹丕爭奪太子之位，曹丕在確立後喜極失態，抱著辛毗的脖子說：「辛君您知道我有多開心嗎？」後來辛毗將這件事告訴女兒憲英，時年二十多歲的憲英便感歎地說：「太子是代替君王主理宗廟社稷的人物。代君王行事不可以不懷著憂慮之心，主持國家大事亦不可以不保持戒懼之心，在應該憂戚的時候反而感到喜悅，又怎會長久呢？魏國又怎能昌盛？」[10]
- 三國演義第一百零三回，魏將皆知孔明以巾幗女衣辱司馬懿，司馬懿卻受之不戰。眾將俱忿，司馬懿說：「我不是甘願受辱而不敢出戰，而是因為受天子明詔堅守此處」、「汝等既要出戰，待我奏淮天子，同力赴敵，何如？」曹叡收到信件後，疑惑地詢問眾下官：「司馬懿堅守不出，為何現在又上書求戰？」辛毗答覆：「司馬懿本無戰心，這次必定是因為諸葛亮恥辱而讓眾將忿怒之故，所以才特意上書乞求天子明旨，以遏諸將之心耳。」曹叡恍然大悟，即令辛毗持節至渭北寨傳諭，傳令眾將切勿出戰。司馬懿也不得不佩服地跟辛毗說：「公真知我心也。」

## 親屬

### 兄
- 辛評，曾任韓馥和袁紹部下，後跟隨袁譚，最終被審配誅殺。

### 子女
- 辛憲英，辛毗之女，嫁給太常羊耽。
- 辛敞，辛毗之子，繼嗣都鄉侯，官至衛尉。

## 評價
陳壽：“辛毗、杨阜，刚亮公直，正谏匪躬，亚乎汲黯之高风焉。”（傳記評）；“初，(趙)俨与同郡辛毗、陈群、杜袭并知名，号曰‘辛、陈、杜、赵’云。”（《三國志·魏志·趙儼傳》）

## 延伸阅读
[在维基数据编辑]
 《三國志/卷25》，出自陳壽《三國志》

1. ↑  《三国志·魏書六·董二袁劉傳·先賢行狀》:「初，譚之去，皆呼辛毗、郭圖家得出，而辛評家獨被收。及配兄子開城門內兵，時配在城東南角樓上，望見太祖兵入，忿辛、郭壞敗冀州，乃遣人馳詣鄴獄，指殺仲治家。是時，辛毗在軍，聞門開，馳走詣獄，欲解其兄家，兄家已死。是日生縛配，將詣帳下，辛毗等逆以馬鞭擊其頭，罵之曰：「奴，汝今日真死矣！」配顧曰：「狗輩，正由汝曹破我冀州，恨不得殺汝也！且汝今日能殺生我邪？」有頃，公引見，謂配：「知誰開卿城門？」配曰：「不知也。」曰：「自卿子榮耳。」配曰：「小兒不足用乃至此！」公復謂曰：「曩日孤之行圍，何弩之多也？」配曰：「恨其少耳！」公曰：「卿忠於袁氏父子，亦自不得不爾也。」有意欲活之。配旣無撓辭，而辛毗等號哭不已，乃殺之。」
2. ↑  上军大将军曹真征朱然于江陵，毗行军师。还，封广平亭侯。
3. ↑  《水經注疏·潁水》：会贞按：《魏志·陈群传》，初封昌武亭侯，文帝践阼，进爵颍乡候，明帝即位，进封颍阴侯。是群由亭侯进封乡侯，再由乡侯进封县侯。《辛毗传》初封广平亭侯，明帝即位，进封颍乡侯，则毗继群後，亦由亭侯进封乡侯。足徵颍乡是乡名，非县史。且各地志亦不言魏有颍乡县，此後改为县四字，当是後人因《魏志·三少帝纪》咸熙元年言以都尉皆为令长，而妄加之。
4. ↑  《三國志·明帝紀·魏氏春秋注》：亮旣屢遣使交書，又致巾幗婦人之飾，以怒宣王。宣王將出戰，辛毗杖節奉詔，勒宣王及軍吏已下，乃止。
《資治通鑑·魏紀四·青龍二年》司馬懿與諸葛亮相守百餘日，亮數挑戰，懿不出。亮乃遺懿巾幗婦人之服。懿怒，上表請戰，帝使衛尉辛毗杖節為軍師以制之。
5. ↑  之後姜維對諸葛亮說：「辛佐治仗節而到，賊不復出矣。」諸葛亮說：「彼本無戰情，所以固請戰者，以示武於其眾耳。將在軍，君命有所不受，苟能制吾，豈千里而請戰邪！」
6. ↑  司馬光《資治通鑑·卷七十三 魏紀五》青龍三年：衛尉辛毗諫曰：「天地之性，高高下下。今而反之，既非其理；加以損費人功，民不堪役。且若九河盈溢，洪水為害，而丘陵皆夷，將何以御之！」帝乃止。
7. ↑  資治通鑑．魏紀一：帝欲徙冀州士卒家十萬戶實河南，時天旱，蝗，民饑，群司以為不可，而帝意甚盛。侍中辛毗與朝臣俱求見，帝知其欲諫，作色以待之，皆莫敢言。毗曰：「陛下欲徙士家，其計安出？」帝曰：「卿謂我徙之非邪？」毗曰：「誠以為非也。」帝曰：「吾不與卿議也。」毗曰：「陛下不以臣不肖，置之左右，廁之謀議之官，安能不與臣議邪！臣所言非私也，乃社稷之慮也，安得怒臣！」帝不答，起入內。毗隨而引其裾，帝遂奮衣不還，良久乃出，曰：「佐治，卿持我何太急邪！」毗曰：「今徙，既失民心，又無以食也，故臣不敢不力爭。」帝乃徙其半。
8. ↑  資治通鑑．魏紀一：帝嘗出射雉，顧群臣曰：「射雉樂哉！」毗對曰：「於陛下甚樂，於群下甚苦。」帝默然，後遂為之稀出。
9. ↑  《三国志·魏志·辛毗传》:时中书监刘放、令孙资见信于主，制断时政，大臣莫不交好，而毗不与往来。毗子敞谏曰：“今刘孙用事，众皆影附，大人宜小降意，和光同尘，不然必有谤言。”毗正色曰：“主上虽未称聪明，不为闇劣；吾之立身，自有本末，就与刘孙不平，不过令吾不作三公而已，何危害之有焉。”
10. ↑  資治通鑑卷68：太子抱議郎辛毘頸而言曰：「辛君知我喜不？」毘以告其女憲英，憲英歎曰：「太子，代君主宗廟、社稷者也。代君，不可以不戚；主國，不可以不懼。宜戚宜懼，而反以為喜，何以能久！魏其不昌乎！」